# Håkan Nordin
Leif Håkan Nordin (* 15. Januar 1961 in Mora) ist ein ehemaliger schwedischer Eishockeyspieler.

## Karriere
Håkan Nordin begann seine Karriere als Eishockeyspieler in seiner Heimatstadt in der Nachwuchsabteilung des Mora IK, für dessen Profimannschaft er von 1977 bis 1980 in der Division 1, der zweiten schwedischen Spielklasse, aktiv war. Zur Saison 1980/81 wechselte der Verteidiger zum Färjestad BK aus der Elitserien, mit dem er auf Anhieb den schwedischen Meistertitel gewann. Diesen Erfolg konnte er mit dem Färjestad BK in den Spielzeiten 1985/86 und 1987/88 wiederholen. Zur Saison 1988/89 schloss sich der Linksschütze dem Västra Frölunda HC aus der Division 1 an, mit dem er am Saisonende auf Anhieb in die Elitserien aufstieg. Zuletzt lief er in der Saison 1992/93 für den Zweitligisten Arvika HC auf, ehe er seine Karriere im Alter von 32 Jahren beendete.

### International
Für Schweden nahm Nordin im Juniorenbereich an der U18-Junioren-Europameisterschaft 1979 sowie den U20-Junioren-Weltmeisterschaften 1980 und 1981 teil. Bei der U20-WM 1980 gewann er mit seiner Mannschaft die Bronze-, bei der U20-WM 1981 die Goldmedaille. Bei der U20-WM 1981 war er zudem bester Vorlagengeber des Turniers, in dessen All-Star Team er gewählt wurde.
Im Seniorenbereich stand er im Aufgebot seines Landes bei den Olympischen Winterspielen 1984 in Sarajevo, bei denen er mit Schweden die Bronzemedaille gewann.

## Erfolge und Auszeichnungen
- 1981 Schwedischer Meister mit dem Färjestad BK
- 1986 Schwedischer Meister mit dem Färjestad BK
- 1988 Schwedischer Meister mit dem Färjestad BK
- 1989 Aufstieg in die Elitserien mit dem Västra Frölunda HC

### International
- 1980 Bronzemedaille bei der U20-Junioren-Weltmeisterschaft
- 1981 Goldmedaille bei der U20-Junioren-Weltmeisterschaft
- 1981 All-Star Team der U20-Junioren-Weltmeisterschaft
- 1981 Bester Vorlagengeber der U20-Junioren-Weltmeisterschaft
- 1984 Bronzemedaille bei den Olympischen Winterspielen